# إرنست ميلر
إرنست ميلر (بالإنجليزية: Ernest Miller)‏ (و. 1964 – م) هو ممثل، وممثل أفلام، ولاعب كاراتيه، من الولايات المتحدة الأمريكية، ولد في أتلانتا، جورجيا.

## وصلات خارجية
- إرنست ميلر على موقع CageMatch worker (الإنجليزية)
- إرنست ميلر على موقع قاعدة بيانات المصارعة على الإنترنت (الإنجليزية)
- إرنست ميلر على موقع عالم المصارعة على الإنترنت (الإنجليزية)

- إرنست ميلر على موقع IMDb (الإنجليزية)
- إرنست ميلر على موقع قاعدة بيانات الأفلام السويدية (السويدية)
- إرنست ميلر على موقع قاعدة بيانات الفيلم (الإنجليزية)